# Cochisea undulata
Cochisea undulata là một loài bướm đêm trong họ Geometridae.